# Pavel Kikinčuk
Pavel Kikinčuk, né le 27 octobre 1959 à Hradec Králové, est un acteur tchèque.
Il est connu pour le film réalisé par Zdeněk Troška Slunce, seno, jahody, dans lequel il joue le rôle principal de l'étudiant Šimon Plánička, et par la trilogie Babovřesky (cs), où il interprète le maire Karel Stehlík.

## Biographie
Alors au Gymnasium, il joue comme bénévole au théâtre Vítězný uónor, dirigé par l'acteur Vladimír Kettner. Après le lycée, il obtient son diplôme d'acteur dramatique en 1983 à l'Académie des arts du spectacle Janáček de Brno. Une fois terminé, il est engagé par le Théâtre Josef Kajetán Tyl de Pilsen, où il travaille jusqu'en 1999. Il passe ensuite au Club dramatique de Prague.
Bien que sa carrière soit davantage axée sur le théâtre, il est également apparu à la télévision et au cinéma. Il fait sa première apparition à la télévision en 1982 dans le film Sázička pro štěstí. Après elle, en 1983, il obtient le rôle principal dans le film Slunce, seno, jahody,. Au cours des années suivantes, il n'apparaît sur les écrans de télévision que sporadiquement, plutôt dans des seconds rôles, par exemple dans le film Byl jednou jeden polda. En 2007, il est également apparu dans l'émission satirique Tele Tele (cs). Un rôle plus important lui est confié en 2008 dans le conte de fées Nejkrásnější hadanka (cs) réalisé par Zdenek Troška, où il joue le rôle du maître de maison avare. En 2010, il apparaît dans le film Okresní přebor – Poslední zápas Pepika Hnátka (cs), et en 2013, joue dans la comédie Babovřesky, dans laquelle il tient le rôle du maire Stehlík.

## Filmographie
- 1983 : Slunce, seno, jahody
- 1990 : Král kolonád
- 1993 : Konec básníků v Čechách
- 1995 : Byl jednou jeden polda
- 2002 : Děvčátko
- 2008 : Nejkrásnější hádanka (cs)
- 2009 : Normal
- 2012 : Ententýky (cs)
- 2012 : Okresní přebor – Poslední zápas Pepika Hnátka (cs)
- 2013 : Babovřesky (cs)
- 2014 : Babovřesky 2 (cs)
- 2015 : Babovřesky 3 (cs)
- 2015–2016 : Ordinace v růžové zahradě (cs)
- 2016 : Ostravak Ostravski